# Cryptendoxyla
Cryptendoxyla är ett släkte av svampar. Cryptendoxyla ingår i familjen Cephalothecaceae, ordningen Sordariales, klassen Sordariomycetes, divisionen sporsäcksvampar och riket svampar.
|               | Cephalotheca                               |
|               |                                            |
| Cryptendoxyla | \| \| Cryptendoxyla hypophloia \| \| \| \| |
|               | \| \| Cryptendoxyla hypophloia \| \| \| \| |
|               | Albertiniella                              |
|               |                                            |
|               | Phialemonium                               |
|               |                                            |
|               | Cryptendoxyla hypophloia                   |
|               |                                            |

|  | Cryptendoxyla hypophloia |
|  |                          |